# Google Sky
Google Sky (Google небо) — приложение Google Maps, позволяющее просматривать космическое пространство, окружающее Землю. Создано при помощи телескопа Хаббл. Выпущено 27 августа 2007 года.

## Google Earth
Первая версия Google Sky была создана на виртуальном глобусе под названием Google Earth. Она содержит несколько слоев, аналогично режиму земли. Она сопоставлена с изображениями на внутренней сфере Google Earth, и рассматривается изнутри, из центра. В настоящее время Google Earth сталкивается с конкуренцией со стороны WorldWide Telescope, созданного Microsoft.

## Слои
- Текущие события на небе
- Наша солнечная система: показывает расположение объектов, орбит и информацию о солнечной системе.
- Двор астрономии: показывает информацию о созвездиях и других достопримечательностях.
- Обсерватории
  - Хаббл
  - IRAS
- Центр образования
  - Фотографии неба и аудиозаписи
  - Виртуальный туризм
  - Руководство пользователя по галактике
  - Жизнь звезды
- Исторические карты неба
  - Карты звёздного неба Рамсея
  - Карта созвездий
  - Сообщество: форум в рамках Сообщества Google Earth.

## Веб-сайт
Google также выпустил Интернет-версию Google Sky, которая была создана в ответ на популярность приложения Google Earth. Эта версия доступна без скачивания, и была создана 13 марта 2008 года. Эта версия выпущена на 26 языках (является первым продуктом Google Maps для поддержки языков).
Возможности:
- Поиск
- Слои
  - Инфракрасные карты
  - Микроволновые карты
  - Исторические карты
- Галерея
  - Галерея фотографий от Хаббла и других телескопов
  - Галерея рентгеновской снимков Чандра
  - Галерея ультрафиолетовых снимков GALEX
  - Галерея инфракрасных снимков Спитцера.
- Текущие позиции планет и созвездий.